# Хороший, плохой, злой
«Хоро́ший, плохо́й, злой» (итал. Il buono, il brutto, il cattivo; англ. The Good, the Bad and the Ugly) — спагетти-вестерн Серджо Леоне, завершающий «долларовую трилогию». Главные роли исполнили Клинт Иствуд, Илай Уоллак и Ли Ван Клиф. Съёмки картины прошли в 1966 году в Италии и Испании. Фильм был успешен как в итальянском, так и американском прокате. В 2003 году вышла восстановленная и переозвученная версия на цифровых носителях.
По времени действия фильм является приквелом к предыдущим картинам трилогии. Сюжет повествует о трёх охотниках за потерянным золотом конфедератов во времена Гражданской войны в США.
Сразу после выхода на экраны картина получила в целом негативную оценку критики. Специалисты отрицательно отнеслись к чрезмерному насилию, двойной морали и спорному монтажу. Картина практически не была замечена на фестивалях из-за несколько предвзятого отношения к спагетти-вестернам как к вторичному и эксплуатационному кино. С середины 1980-х годов мнение критики постепенно изменилось, и картина стала признаваться одной из лучших работ в истории жанра. Роджер Эберт поставил ей высшую оценку и назвал картину шедевром кинематографа. Картина входит в списки лучших вестернов и лучших фильмов всех времён. Самых лестных отзывов заслужила игра Илая Уоллака, воплотившего на экране бандита Туко.
Картина глубоко повлияла на эстетику неовестерна и кинематографа в целом. Стивен Кинг, Квентин Тарантино, Никита Михалков и другие деятели искусства упоминали о том, что фильм Серджо Леоне значительно сказался на их творчестве. Высокую оценку получила и работа композитора Эннио Морриконе. Лейтмотив картины, стилизованный под вой койота, считается одной из самых узнаваемых мелодий в истории кино.

## Сюжет
Действие происходит на территории штата Нью-Мексико во время Гражданской войны, в 1862 году. В центре сюжета — судьба трёх главных героев — преступников, узнавших о пропавшем золоте конфедератов.
На ферме отставного солдата Стивенса появляется бандит Сентенца (Ли Ван Клиф). По поручению некоего Бейкера он выпытывает у Стивенса информацию о пропавшем человеке по имени Джексон. Оказывается, Джексон сменил имя на Билл Карсон и записался в армию Конфедерации. Стивенс упоминает, что Карсон похитил чьи-то большие деньги, видимо, поэтому Бейкер и разыскивает его. Сентенца убивает Стивенса, а затем и Бейкера, и принимается самостоятельно искать Билла Карсона.
Тем временем второй бандит — Туко (Илай Уоллак), которого разыскивает местное правосудие, сталкивается в пустыне с группой охотников за головами. Они задерживают его, рассчитывая получить вознаграждение. Неожиданно появившийся стрелок (Клинт Иствуд), которого Туко называет «Блондин», расстреливает охотников, но сам сдаёт Туко властям за обещанную награду в 2000 долларов. Однако, в момент казни через повешение, Блондин выстрелом перебивает верёвку, освобождая Туко, а после делит с ним полученные деньги. Эти двое заключают сделку, проворачивают аналогичные аферы в нескольких городах и делят вознаграждение. Туко недоволен тем, что получает только половину, хотя рискует больше. Блондину надоедают его постоянные жалобы, и, сказав, что тот никогда не будет стоить больше 3000 долларов, он бросает Туко одного в пустыне.
Туко чудом выживает и жаждет мести. В конце концов он настигает Блондина и захватывает его врасплох, когда тот проводит знакомую аферу с другим партнёром. Туко гонит Блондина в пустыню, наслаждаясь его мучениями от жажды. Когда Блондин оказывается близок к смерти и Туко уже собирается пристрелить его, поблизости неожиданно появляется карета с мёртвыми солдатами-южанами. Туко оставляет своего пленника и шарит по карманам мёртвых. Один из солдат оказывается ещё живым. Он называется Биллом Карсоном и рассказывает о похищенной кассе Третьего кавалерийского полка: двести тысяч долларов золотом зарыты на кладбище Сэдхилл (Sad Hill). Билл Карсон замолкает. Пока Туко бегает за водой, Карсон успевает шепнуть имя на могиле, под которой закопано золото, полуживому от обезвоживания Блондину и умереть. Туко ничего не остаётся, как вы́ходить своего партнёра. Оба переодеваются в форму южан и отправляются в монастырь Сан-Антонио (англ. San Antonio), где Туко встречает своего брата, преподобного Пабло Рамиреса. Блондин поправляется, они уезжают из монастыря и по дороге попадают в плен патрулю армии северян.
Во время переклички в лагере военнопленных Туко отзывается на имя Билла Карсона, чем привлекает внимание служащего там надсмотрщиком Сентенцы. Тот под пытками выведывает у Туко название кладбища и то, что имя на могиле, в которой зарыто золото, известно Блондину. Сентенца без применения насилия договаривается с Блондином, предлагая равные паи. Блондин соглашается. Он уезжает с Сентенцей и его бандой, и они попадают в опустошённый войной городок. Туко на пересылке удаётся бежать, и он оказывается в том же городке, где и находит Блондина. Они возобновляют партнёрство и вдвоём уничтожают всех людей банды Сентенцы, за исключением самого главаря.
По дороге к сокровищам Туко и Блондин попадают в расположение северян на берегу реки. Туко говорит, что они пришли наниматься добровольцами, и их охотно принимают. Оказывается, боевые действия ведутся из-за узкого моста. Сообразив, что если мост будет разрушен, то «эти идиоты отправятся воевать куда-нибудь в другое место» и путь к цели будет свободен, они похищают ящик взрывчатки и подрывают мост. Во время этой рискованной операции Туко уговаривает Блондина раскрыть друг другу известную им информацию: Туко сообщает название — кладбище Сэдхилл, а Блондин называет имя на могиле — Арч Стэнтон.
Первым добравшись до кладбища, Туко среди надгробий находит могилу Арча Стэнтона и начинает копать руками и обломками досок. Тут появляется Блондин и кидает ему лопату. Мгновением позже появляется вооружённый Сентенца и кидает ему вторую лопату. Золота в могиле не оказывается. Блондин сообщает, что настоящее имя и место клада известны только ему, и предлагает решить патовую ситуацию дуэлью. Он пишет имя на камне и кладёт камень на середину своеобразной арены посреди кладбища.
В течение пяти минут противники смотрят друг на друга, прикидывая варианты. Первым хватается за револьвер Сентенца, но выстрелить первым успевает Блондин. Он убивает Сентенцу, который падает в могильную яму. Туко тоже пытается выстрелить в Сентенцу, но выясняется, что Блондин ночью разрядил его оружие. На камне, однако, ничего не написано. Блондин подводит Туко к могиле с надписью «Неизвестный» (Unknown), рядом с могилой Арча Стэнтона. Туко копает и радостно обнаруживает золото, но, оторвав взгляд, видит над собой сооружённую Блондином виселицу. Туко вынужден встать на шаткий крест и просунуть голову в петлю. Блондин забирает половину золота, а вторую половину оставляет около стоящего на кресте связанного Туко. Под его отчаянные проклятия Блондин уезжает прочь. Отъехав подальше, он освобождает Туко прежним способом — выстрелом по верёвке.

## Команда
| - Клинт Иствуд — Блондин, Стрелок — «Хороший» - Ли Ван Клиф — Сентенца, в английском варианте — Ангельские Глазки — «Плохой» - Илай Уоллак — Туко Бенедикто Пасифико Хуан Мария Рамирес, также известный как Крыса — «Злой» - Антонио Касас — Стивенс - Луиджи Пистилли — падре Пабло Рамирес, брат Туко - Альдо Джуффре — капитан Клинтон, офицер армии северян в сражении за мост - Хосе Террон — Томас «Коротышка» Ларсон - Рада Рассимов — Мария, проститутка - Энцо Петито — владелец оружейного магазина, ограбленный Туко - Джон Барта — шериф - Ливио Лоренцон — Бейкер - Антонио Казале — Джексон («Билл Карсон») - Анджело Нови — монах - Марио Брега — капрал Уоллас - Антонио Молино Рохо — капитан Харпер - Альдо Самбрель — член банды Сентенцы - Эл Малок — Элам, однорукий охотник за головами | - Сюжет: Лучано Винченцони, Серджо Леоне - Сценарий: Лучано Винченцони, Серджо Леоне, Адже — Скарпелли - Английская версия: Микки Нокс - Художник: Фернандо Чинкуини - Декорации и костюмы: Карло Сими - Монтаж: Нино Барали, Эудженио Алабизо - Композитор: Эннио Морриконе - Слова песни: Томми Коннор - Специальные эффекты: Эрос Баккучини - Оператор: Тонино Дели Колли Информация по источнику |

## Создание

### Предыстория
«Я начал снимать «Хороший, плохой, злой» так же, как две предыдущие ленты, на этот раз с тремя главными персонажами и охотой за сокровищами. Впрочем, главное, к чему я стремился, это десакрализация прилагательных и демонстрация абсурдности войны. Что значит «хороший», «плохой» и «злой»? Во всех нас есть что-то плохое, злое и хорошее. Есть люди, которые выглядят злыми, но узнайте их поближе, и окажется, что они лучше, чем мы думаем… Что касается гражданской войны, с которой столкнулись персонажи, в моём представлении она бессмысленна и глупа. В ней нет никакого «доброго умысла»… Я показал в картине концентрационный лагерь северян, явно подразумевая нацистские лагеря с их еврейскими оркестрами. Только не подумайте, что в фильме нет элемента юмора. Дух авантюрной комедии наполняет трагическое приключение этой троицы. Пикареска и комедия масок: в них нет героев, представленных единым персонажем».
 I began The Good The Bad and The Ugly like the two previous ones, this time with three characters and a treasure hunt, but what interested me was on the one hand to demystify the adjectives, on the other to show the absurdity of war. What do 'good', 'bad' and 'ugly' really mean? We all have some bad in us, some ugliness, some good. And there are people who appear to be ugly, but when we get to know them better, we realise that they are more worthy… As for the Civil War which the characters encounter, in my vision, it is useless, stupid: it does not involve a 'good cause'…. I show a Northern concentration camp, but was thinking partly about Nazi camps, with their Jewish orchestras. All this does not mean that there is nothing to laugh at in the film. Across all these tragic adventures, there runs a picaresque spirit… The picaresque and the Commedia dell'arte genres have this in common: they do not have heroes, represented by one character.
Истоки «долларовой трилогии» можно найти в спагетти-вестернах, феномене, который возник в середине 1950-х годов. Тогда вестерн, один из самых популярных жанров, квинтэссенция американской кинокультуры, вместе со всей индустрией, переживал упадок. Если в 1958 году в США было снято 54 фильма в этом жанре, то в 1963-м — всего 11. Как жёсткая кинематографическая форма, фильмы о Диком Западе исчерпывали себя. Итальянский кинематограф в тот момент находился на этапе послевоенного расцвета, и местная инфраструктура производства фильмов оценивалась как вторая в мире. В 1950—1960-е годы совместное производство картин разных жанров стало весьма популярным. Так, были сняты «Лоуренс Аравийский», «Клеопатра», «Мятеж на „Баунти“» и другие ленты. Это был вполне прибыльный бизнес, способный загрузить мощности итальянских киностудий. Целая плеяда местных режиссёров и актёров, работая совместно с американскими специалистами, была воспитана на подобных совместных проектах. Первой самостоятельной работой Леоне-режиссёра стал пеплум «Колосс Родосский».
Большинство спагетти-вестернов снималось для европейского кинорынка и до американских зрителей не доходило. Создавались они по простой схеме. Сюжет — вариация на тему о Зорро или Джанго. При наличии бюджета в фильм приглашали голливудскую звезду из числа тех, что были согласны сниматься в Европе. Так начинал и Леоне. В картине «За пригоршню долларов», созданной по мотивам «Телохранителя» Куросавы и «Слуги двух господ» Гольдони, впервые появляется образ Безымянного стрелка. Тогда же и возникли фирменные элементы стиля итальянца:
длинные планы, немногословие, цинизм и нотки чёрного юмора.
«За пригоршню долларов» при бюджете 200 тыс. долларов собрал в Италии около 3 млн долларов и стал самым кассовым итальянским фильмом на тот момент. Отличился в прокате и второй фильм будущей трилогии, «На несколько долларов больше». В первых фильмах пришлось экономить на всём. Даже лаконизм героев и непритязательность декораций были последствиями ограниченности в средствах. Продолжение сотрудничества с United Artists дало Леоне возможность развить его идеи.

### Подготовка
Ещё в 1964 году компания United Artists приобрела права на прокат первого фильма трилогии, выразила готовность финансировать второй и договорилась о правах на третий. Стратегические планы кинокомпании распространялись даже на возможность создания тиражируемого образа Безымянного Стрелка, по образу и подобию Джеймса Бонда. В конце 1965 года Лучано Винченцони пригласил в Рим вице-президентов компании United Artists Илью Лоперта, Арнольда и Дэвида Пикеров. Кассовый успех шедшей тогда в итальянском прокате картины «На несколько долларов больше» говорил сам за себя. Руководители студии, встретившись с режиссёром Леоне, сценаристом Винченцони и продюсером Альберто Гримальди, подтвердили готовность подписать контракт на следующий фильм.
«Кстати, о чём он?» — переспросил Лоперт. Готовых идей у итальянской стороны не было. Винченцони, импровизируя на ходу, рассказал историю о трёх бродягах, ищущих золото в ходе Гражданской войны. Он имел в виду отдалённые мотивы картины «Большая война» режиссёра Марио Моничелли, сценарий к которой Винченцони довелось написать. «По рукам», — неожиданно быстро ответил Лоперт. Винченцони впоследствии удивлялся тому, насколько легко он продал идею, имея всего лишь «три слова». Слабо владевший английским, Леоне принимал в переговорах лишь ограниченное участие. У режиссёра на тот момент не было ни чётких планов, ни особого желания снимать следующий фильм именно как вестерн — продолжение предыдущих картин. Однако предложенные солидные финансовые условия и обещанная свобода действий привлекли режиссёра, и он согласился на сделку. Тем не менее Леоне не понравилось то, что к нему обратились только тогда, когда началось обсуждение финансовой стороны будущего проекта. Он всегда считал, что режиссёр — главное лицо в картине, и с того момента отношения с Винченцони стали портиться.
Стороны договорились о том, что бюджет картины составит около 1 млн долларов и что киностудия получит 50 % от суммы проката в Италии. United Artists выразила готовность немедленно выплатить 500 тыс. долларов аванса от общей суммы для начала съёмок. Права на прокат в США были проданы за 900 тыс. долларов.

### Сценарий

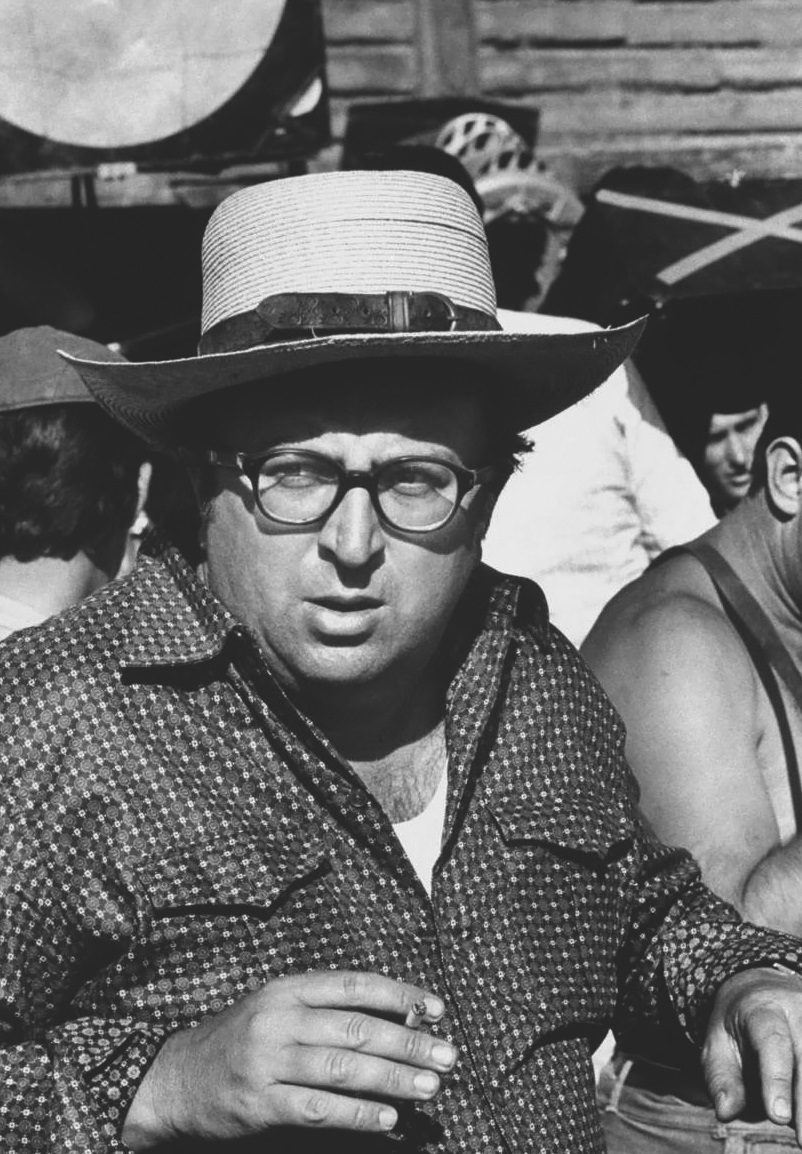
Серджо Леоне (1975 год)

Для создания сценария Леоне и Винченцони отправились в США. На этапе подготовки Винченцони прочитал много книг в Библиотеке Конгресса, обращался в архивы. Некоторые его запросы ставили в тупик архивариусов — редко кто обращался к документам по тем операциям Гражданской войны, в которых северяне терпели поражение. Леоне обратился к сотруднику Библиотеки Конгресса с просьбой найти ссылку на бой за золотоносный рудник в Техасе в ходе Гражданской войны. Библиотекарь выразил сомнение, что таковые были, но, к собственному удивлению, действительно обнаружил ссылку на реальную стычку между северянами и южанами. Данная находка стала одной из причин, почему именно события кампании в Нью-Мексико послужили исторической основой событий сценария картины. Леоне просмотрел большое количество исторических фотографий. «Я хотел развенчать мифы и стереотипы о войне… показать всю её абсурдность», — вспоминал Леоне. Первоначальный вариант сценария был написан за 11 дней (на итальянском языке), в основном Винченцони. Леоне остался не вполне удовлетворён работой и предложил Винченцони дуэт соавторов Адже и Скарпелли: (Адженоре Инкруччи и Фурио Скарпелли). Они должны были доработать текст и придать больше юмора репликам и диалогам, но Леоне охарактеризовал их вклад как «провальный». В итоговом тексте от их работы почти ничего не осталось, хотя в титры они попали. Далее Леоне нанял ещё несколько литературных негров для дополнительной шлифовки, и наиболее серьёзен был вклад Серджо Донати. По окончании работы сценарий был начерно переведён на английский язык с тем, чтобы у актёров-американцев был текст для диалогов на съёмках.
Винченцони утверждал, что не вкладывал никакой философии и подтекста в картину и писал сценарий «спустя рукава». Впоследствии писатель нехорошо отзывался о своём вкладе в долларовую трилогию, считая гораздо более качественными свои работы в сотрудничестве с Пьетро Джерми. Перед началом съёмок отношения Винченцони и Леоне испортились, и участия в работе над картиной сценарист далее не принимал, хотя иногда посещал съёмочную площадку. Авторство идеи сценария осталось спорным моментом. В своих воспоминаниях Винченцони упоминает о том, что он, собственно, и придумал основную сюжетную линию о трёх преступниках, которые охотятся за золотом. Серджо Леоне в интервью ничего не сообщал о вкладе Винченцони, лишь упомянув о том, что его вдохновила возможность снять картину, сюжет которой развернётся на фоне Гражданской войны. Более того, с конца 1960-х в своих интервью Леоне рассказывал о едином замысле, который связывал все картины трилогии, развитии авторской идеи в ходе серии фильмов.

### Съёмочная группа
Биограф Леоне Кристофер Фрайлинг характеризовал Леоне (1966 год) как уже состоявшегося профессионала. Он описывал его как средне образованного человека, вовсе не интеллектуала, но до тонкостей разбиравшегося в кинематографе. Большинство тех, кто работал с Леоне, отзывались о нём как о жёстком и трудном в общении руководителе. Он считал режиссёра главным человеком в производстве и не терпел посягательства на его власть. Серджо был внимателен к деталям, к аутентичности постановки. При всём этом он ещё до начала производства точно знал, чего хотел, и имел, что называется, всю картину «в голове». Леоне не жаловал импровизации, его стиль — минимальные изменения относительно начального сценария. Тщательно готовить мизансцену, детально объяснять роль актёрам и затем снимать наименьшим количеством дублей. Все знаменитые фразы героев были написаны сразу в сценарии и так и попали в фильм. Как говорил об итальянце Илай Уоллак: «Это был „человек-кино“, который этим искусством жил, спал и ел. Он был очень жёстким, но имел волшебный дар» (He was an all-movie man … He slept it, ate it. He was tense, but he had some kind of magical touch).
В свою команду для очередного фильма Леоне взял большей частью тех, с кем он успешно работал в предыдущих фильмах трилогии. Композитора Эннио Морриконе, художника Карло Сими, редактора Эудженио Алабизо. Для работы над фильмом Леоне пригласил в качестве кинооператора нового человека — Тонино Дели Колли. Известный специалист работал вместе с ведущими мастерами европейского кино — Берланга, Пазолини и другими.

### Подбор актёров

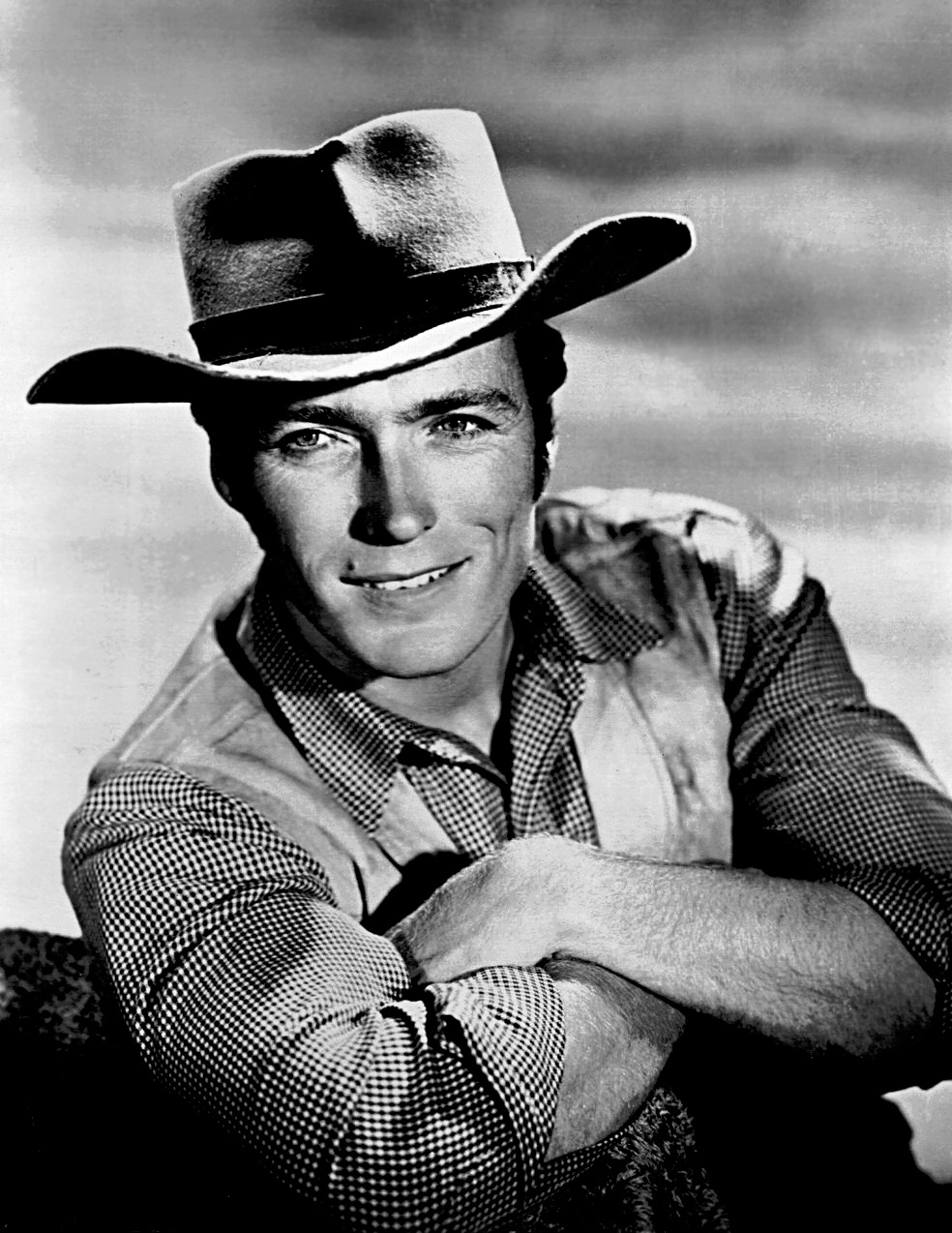
Клинт Иствуд в сериале «Сыромятная плеть»

Практика подбора актёров соответствовала системе съёмок высокобюджетных спагетти-вестернов. Иностранец (американец) в главной роли должен был способствовать потенциальному успешному прокату. Образ главного героя, прототипом которому послужил главный герой фильма «Шейн», возник и сформировался в первом фильме трилогии. Ещё до начала работы над долларовой трилогией, в 1963 году, идеальным Безымянным стрелком Леоне считал Генри Фонду, но он тогда был слишком дорогостоящим актёром. Импресарио актёра не захотел даже обсуждать возможность участия в съёмках.
В 1963 году Иствуд был малоизвестным актёром телевизионного экрана. Он снимался в своём первом серьёзном проекте, вестерн-сериале «Сыромятная плеть», в роли объездчика Роуди Йейтса, где его и заметил Леоне. Клинт сам привёз реквизиты для роли (сапоги, пояс, кольт) на первые пробы в «За пригоршню долларов». Леоне и его костюмер Карло Сими дополнили образ мексиканским пончо, двухдневной щетиной (подсмотренной в «Телохранителе» с Мифунэ), а также постоянной сигарой-черута во рту. Иствуд казался создателю картины в тот момент слишком молодым и «чистеньким» для своего героя. Пончо и сигары должны были сделать его образ более зрелым и жёстким.
В январе 1966 года канал CBS прекратил съёмки «Сыромятной плети», в котором почти семь лет играл Иствуд, по причине низких рейтингов. Актёр сразу согласился принять участие в продолжении «долларовой» серии. После первого знакомства со сценарием Иствуд неожиданно сообщил режиссёру, что текст его не устраивает. Одной из причин недовольства актёра была значимость его персонажа. Иствуд полагал, что Туко «крадёт» роль Стрелка. Леоне поначалу не стал спорить и сказал сценаристу Винченцони, что в этом нет ничего страшного: есть запасной вариант с Чарльзом Бронсоном. Тем не менее через два дня Иствуд позвонил Леоне и сообщил, что, после размышления, готов обсудить условия. Вариант с Бронсоном не получался, Чарльз уже согласился сниматься в «Грязной дюжине». Леоне лично выехал в Калифорнию и закончил переговоры с Иствудом в свою пользу. В первой картине трилогии гонорар актёра составлял 15 тыс. долларов, во второй — 50 тыс. долларов. В третьей Иствуд запросил 250 тыс. долларов, 10 % от сборов в США и автомобиль Ferrari. Леоне несколько скептически относился к роли Иствуда в будущем вестерне, полагая, что особой актёрской игры от него и не требуется. Он был не доволен высокими запросами актёра, но в итоге согласился. Иствуд прокомментировал сделку так: «Теперь я самый высокооплачиваемый американский актёр в итальянском кино. Больше платят только Мастроянни. Впервые я могу выбирать, что мне играть».
Ли Ван Клиф появился во второй части трилогии «На несколько долларов больше» в роли полковника Дугласа Мортимера. «Его взгляд прожигает дыры сквозь экран», — говорил про него Леоне. До съёмок у Леоне Ван Клиф был известен как актёр второго плана, снимавшийся в нескольких телевизионных постановках. Первоначально Леоне обратил на него внимание в небольшой роли в фильме «Ровно в полдень». С 1962 по 1965 год Ван Клиф практически не снимался и пробовал свои силы в качестве художника. После автомобильной аварии Ван Клиф перенёс тяжёлый перелом обеих ног и так и не восстановился. Он не мог бегать и даже ходил с трудом (в некоторых сценах его дублировал Романо Пуппо). В отличие от предыдущего фильма, в «Хорошем, плохом, злом» у Ван Клифа теперь была отрицательная роль, поэтому у режиссёра были определённые сомнения. Леоне считал, что злодей из него не выйдет. Режиссёром рассматривался вариант с тем же Бронсоном, но в итоге роль «плохого» осталась за Ван Клифом.
Первоначально Туко должен был стать Джан Мария Волонте. Леоне всё же решил, что ему необходим актёр с более ярко выраженным комедийным дарованием. Он обратил внимание на Илая Уоллака в фильме «Как был завоёван Запад». Как считал Леоне, Уоллак обладал обаянием сродни чаплиновскому, и это было именно то, что нужно. Будучи в Лос-Анджелесе, Леоне вышел на агента Уоллака и предложил Уоллаку новую роль. Илай был весьма востребованным актёром, он только закончил съёмки в картине «Как украсть миллион», в ходе которых провёл несколько недель в Париже, и одновременно снимался в одном телевизионном проекте. У Уоллака тогда были проблемы с семьёй, и ему не хотелось бросать жену и снова лететь в Европу. К тому же он никогда не сталкивался с творчеством Леоне, а услышав про итальянские вестерны, в шутку бросил: «Это что-то вроде гавайской пиццы?» Ему также не понравилась очередная роль «злодея-латиноса», как она выглядела при беглом прочтении сценария. Однако, посмотрев отрывок из «На несколько долларов больше», Уоллак немедленно согласился и подписал контракт.
На остальные роли второго плана были привлечены малоизвестные и непрофессиональные актёры из разных стран. Преобладали итальянцы, но также были представители Испании, Венгрии, Канады. Многие из них давно работали с Леоне и снимались в предыдущих фильмах трилогии, в частности Марио Брега, Луиджи Пистилли, Бенито Стефанелли. Так, Марио Брега, воплотивший яркий образ капрала Уолласа, избивавшего Туко, в обоих предыдущих фильмах сыграл бандитов. В картине не были задействованы профессиональные каскадёры. Частично их задачи выполняли актёры второго плана: Бенито Стефанелли и Романо Пуппо.

### Название картины и имена героев
В первоначальном варианте сценария главными героями картины должны были стать двое героев, что и отражено в рабочем названии «Двое невероятных бродяг» (итал. I due magnifici straccioni, англ. The Two Magnificent Tramps). Впоследствии роль Туко была расширена до главной, и название изменили.
Итальянское «Il buono, il brutto, il cattivo» переводится на английский как «The Good, The Ugly, The Bad» («Хороший, злой, плохой»). Титры и открывающие сцены фильма называют героев так:
- Il buono/the Good/Хороший/Клинт Иствуд/Стрелок;
- Il brutto/the Ugly/Злой/Илай Уоллак/Туко;
- Il cattivo/the Bad/Плохой/Ли Ван Клиф/Сентенца[~ 3][45].

Руководство United Artists сначала планировало дать картине в американском прокате новое название. Рассматривались варианты «River of Dollars» («Река долларов», чтобы дать схожее «долларовое» название) и «A Man with No Name» («Человек без имени»), но после обсуждения оставили перевод итальянского. Далее, при подготовке американской прокатной версии, переводчики United Artists решили, что благозвучнее будет поменять местами слова, и в результате название стало привычным «The Good, the Bad and the Ugly». Однако в англоязычном трейлере 1966 года, с которым картина вышла в прокат (трейлер также попал и на версию на лазерном диске) имена оказались перепутаны: «плохой» the bad это Туко, а «злой» the ugly — Сентенца. Это ошибка перевода, которую отметили многие поклонники фильма. Впрочем, перевод неоднозначным оказался и на других языках. На немецком языке фильм вышел в прокат как «Zwei glorreiche Halunken» («Двое невероятных бродяг» — рабочее название фильма).
Название изначально показалось странным первым критикам картины. Рената Адлер из New York Times посоветовала поменять его на «Прожжённый, Плут и Калека» («The Burn, the Gouge and the Mangle»). Критик Los Angeles Times Чамплин переиначил на «Плохой, тупой и затянутый» «The Bad The Dull and The Interminable». В названии картины заложено ещё одно отличие от классического вестерна с чётким разделением на хороших и плохих. В ряду персонажей привычным нравственным категориям «хороший» и «плохой» неожиданно противопоставляется «злой», что сразу нарушает симметрию. Также используется литературный приём, когда прилагательные оказываются в роли существительных. Ни одного из главных героев картины нельзя назвать «хорошим» в привычном смысле, подразумеваемом для положительного героя. Все они преступники и убийцы, хотя некоторые положительные черты им присущи.
По первому итальянскому сценарию персонажа Клинта Иствуда звали Joe (Джой), затем он остался без имени. Туко называет его «Блондин» (итал. il Biondo, англ. Blondy). В англоязычной литературе его чаще всего называют «Стрелком» (Gunslinger) или «Человеком без имени» (Man with No Name). Первоначально «плохой» герой в сценарии назывался Banjo (Банджо), в ходе съёмок его переименовали в Sentenza («Приговор»), а в английском дубляже он стал «Ангельскими глазками» («Angel Eyes»).

### География съёмок

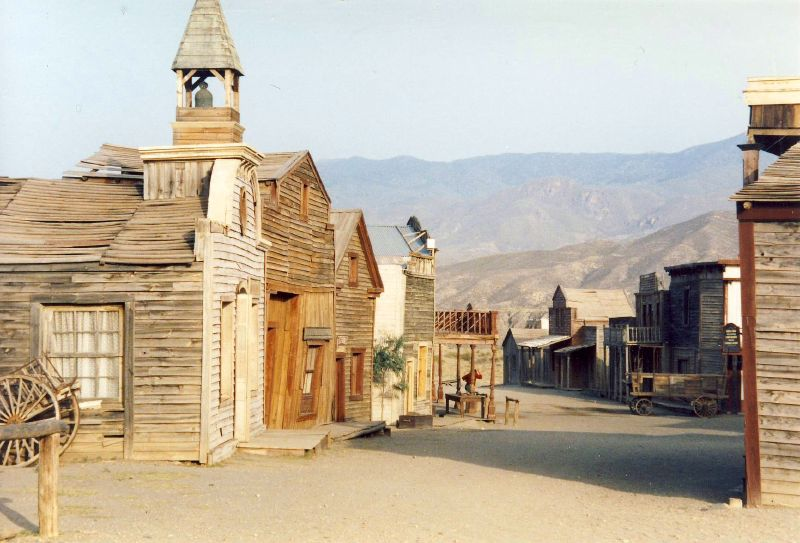
Декорации к фильму (провинция Альмерия). В настоящее время — место паломничества туристов

Натурные и студийные съёмки картины прошли с мая по июль 1966 года в Италии и Испании и заняли около 13 недель. Начались они в павильонах студии Чинечитта со сцены первой казни Туко. Затем съёмочная группа переехала на природу. Первая половина графика прошла на юге Испании — в провинции Альмерия, сыгравшей «роль» пустынь Нью-Мексико. Там был построен городок, ставший большой декорацией для многих сцен. Железнодорожная станция, откуда отъезжает на поезде Туко с сержантом, снята в районе Ла-Калаорра (линия Альмерия — Гуадикс). Вторая часть прошла на севере. Большинство наиболее важных локаций фильма было найдено в окрестностях Бургоса. Миссия, где лечили Стрелка, это монастырь Сан-Педро-де-Арланса. Лагерь военнопленных Беттервиль был построен недалеко от городка Карасо. Кладбище Сэдхилл построено около Контрерас. Сражение между «серыми» и «голубыми» за мост Лэнгстоун произошло на реке Арланса рядом с городком Коваррубиас. Все эти четыре места находятся на севере Испании в пределах нескольких десятков километров друг от друга. Францисканский монастырь, где Туко встречается с братом, представляет собой небольшой замок XIX века Кортихо-де-лос-Фрайлес (исп. Cortijo De Los Frailes), недалеко от городка Альбарикокес. Там в своё время снимались сцены из «На несколько долларов больше».
Подготовка декораций и реквизита потребовали значительной предварительной работы. Располагая достаточным бюджетом, режиссёр тщательно отнёсся к разработке батальных сцен. Обширную коллекцию оружия предоставил для съёмок Музей испанской армии. Для съёмок было привлечено около 1500 солдат испанской армии. Они снялись в массовке, помогли построить мост, концентрационный лагерь и кладбище для финальной сцены. Леоне хотел, чтобы кладбище Сэдхилл выглядело как античный цирк. Герои должны были сойтись в центре на просторной круглой арене, что было совершенно необходимо для концовки, как она была задумана по сценарию. Место для кладбища было найдено Карлом Сими недалеко от Бургоса. 250 солдат построили кладбище с 8000 могил в соответствии с предварительными эскизами.
Небольшая река Арланса неподалёку от Бургоса сыграла «роль» Рио-Гранде. Когда начались съёмки, оказалось, что река совершенно обмелела, и солдатам пришлось построить плотину, дабы немного поднять уровень воды. 180-метровый мост Лэнгстоун, фигурировавший в сцене сражения, был также наведён испанскими военными. Они же и отвечали за пиротехнику. Из-за нелепой ошибки персонала, возникшей из-за языкового барьера, мост взорвали тогда, когда камеры не были включены. Офицер испанской армии, который руководил строительством и взрывными работами, признал вину, и за три дня всё было построено заново. Для ускорения использовали бальсу. Во время второго возведения моста у Леоне возникла идея заснять бегство от моста Блондина и Туко и сам взрыв одной монтажной склейкой. Оказалось, что актёры для эффектной сцены должны быть в опасной близости от взрыва. После нескольких репетиций ассистенты подобрали более отдалённую позицию. Актёров действительно засняли на фоне взрыва примерно так, как задумал режиссёр, и их даже слегка задело взрывной волной.

### Производство
«Хороший, плохой, злой» стал первым широкоэкранным фильмом Леоне. Негатив фильма снят сферической оптикой в широкоэкранном кашетированном формате Techniscope на стандартной 35-мм киноплёнке с соотношением сторон кадра 2,33:1. Технология Techniscope сравнительно более дешёвая, чем та, что использовалась для съёмок пеплумов (можно сравнить с «Колоссом Родосским», снятым в CinemaScope). Анаморфированные прокатные фильмокопии печатались оптическим способом с вертикальным анаморфированием кадра негатива и давали на экране соотношение сторон 2,35:1. Гидротипная печать прокатных копий велась по процессу Техниколор. Оригинальная фонограмма — оптическая одноканальная. Для съёмок использовалась в том числе одна из первых профессиональных ручных камер Arriflex 35 II CT/B.
Режиссёрский стиль Леоне был основан на внимании к мелочам и на тщательном выстраивании кадра. Очень придирчиво он относился к работе оператора и следил за визуальным решением картины, которое зачастую заменяло диалоги героев. Требовательность режиссёра выматывала группу, в особенности Иствуда. Актёр нередко пытался вмешиваться в процесс производства и высказывал замечания. Он считал, что график натурных съёмок сильно затянут и, по американским меркам, должен был занять намного менее трёх месяцев. Тонино Валери вспоминал, как по поведению Иствуда уже тогда было понятно, что в будущем он станет режиссёром. Леоне очень ревниво относился к подобным вольностям со стороны актёров и не желал делиться властью на площадке. Иствуд никогда в жизни не курил, был вегетарианцем и известен приверженностью здоровому образу жизни. Тем не менее режиссёр настоял на своём, и Клинту приходилось иногда держать сигару зажжённой. Ван Клиф, в противоположность, тогда сильно страдал из-за своего пристрастия к алкоголю, но, по отзывам очевидцев, это никак не мешало работе. На съёмочной площадке Ван Клиф вёл себя чрезвычайно профессионально и никогда не обсуждал указания режиссёра, чётко выполняя их.
Хотя бюджет картины был по европейским понятиям значительным, иногда случалась непонятная для Голливуда экономия. Актёры были ограничены в выборе костюмов. Иствуд вспоминал, что у него была всего одна ковбойская шляпа и что если бы она потерялась, то неизвестно, где можно было бы найти замену. Поэтому он очень внимательно относился к своим вещам и по окончании съёмок уносил свой костюм с собой. Съёмки проходили в сложных климатических условиях испанского лета. Трейлеры не были оборудованы кондиционерами, а удобства имелись только минимальные. График работы был простой: от восхода до заката, шесть дней в неделю. Уоллак вспоминал, что съёмки проходили, как с точки зрения организации, так и безопасности, не лучшим образом. Вовлечение каскадёров в производство было минимальным, и практически все опасные сцены актёры выполняли сами. При подготовке сцены казни, во время которой Туко сидел в седле с петлёй на шее, он попросил режиссёра привязать лошадь. В Голливуде знали о небольшой хитрости: закрывать уши лошадей ватой. Этого не было сделано. После «выстрела» (верёвка была перебита небольшой порцией взрывчатки) лошадь понесла актёра со связанными руками и остановилась в пустыне, проскакав не меньше мили. Другой опасный эпизод связан со сценой, где Туко лежал рядом с железнодорожным полотном и телом охранника, пытаясь избавиться от наручников. Подножка вагона проезжавшего поезда едва не снесла актёру голову. Уоллак наотрез отказался от повтора, и эпизод вошёл в фильм с одного дубля.
Хотя режиссёр предпочитал строго следовать сценарию, случались и импровизации. В сцене, когда Туко впервые появляется на кладбище Сэдхилл, в кадре неожиданно возникает собака, и Уоллак, которого не предупредили об этом, инстинктивно отшатывается от неё. Леоне дал команду оператору Тонино Дели Колли поймать этот момент, придавший особую атмосферу сцене. Перед сценой в оружейном магазине (заимствованной из фильма «Враг общества») Уоллак сказал режиссёру, что имел мало дела с оружием, и даже не представляет, как себя вести. Режиссёр рекомендовал импровизировать. Илай, собирая Colt Navy из нескольких револьверов, решил прислушиваться к звуку вращения барабана: это всё, что он смог придумать. Леоне понравилась реприза актёра, и он её оставил именно в таком виде.
Детали образа Туко рождались постепенно, в совместном творчестве. Склонный к полноте Леоне носил брюки с подтяжками, и Уоллак, глядя на него, предложил, что у персонажа будут штаны с подтяжками, но, на его взгляд, тогда на нём не будет смотреться обычная кобура с поясом. Возник вопрос: где же тогда держать оружие? Рассматривался вариант держать револьвер привязанным на шнурке. В конце концов оставили необычный компромисс. В большинстве сцен Туко держит револьвер на шнурке, перекинутом через плечо, и иногда достаёт его из кармана. Уоллак предложил своему герою манеру постоянно креститься, хотя тот совершенно не похож на верующего человека. В целом воплощение роли Уоллаком так понравилось режиссёру, что он расширил её относительно первоначального сценария. Илай и Серджо очень сблизились в ходе съёмок и впоследствии остались хорошими друзьями.
Особенностью съёмок, необычной для актёров-американцев, был разнородный актёрский состав. Актёры говорили каждый на своём языке и часто не понимали реплик друг друга в одной сцене. Серджо Леоне пользовался услугами переводчика на съёмочной площадке. Из тройки американцев в главных ролях итальянским не владел никто. Только Уоллак говорил по-французски и мог общаться с Леоне без переводчика. Весьма непривычным для американцев было и то, что фильм дублировали после съёмок и актёры могли говорить в сцене что угодно. Уоллак вспоминал, как Эл Муллок, игравший однорукого убийцу, ворвавшегося к нему в сцене с ванной, никак не мог выучить свой текст и в конце концов просто считал до десяти, так как в любом случае был озвучен на этапе постпродакшн.
Отношение к работе итальянских коллег американские актёры оценивали как весьма расслабленное. Очень сложно было сконцентрироваться на работе, когда на съёмочной площадке постоянно были беспорядок, посторонние и чрезмерный шум. Биограф Крис Фрайлинг упоминал, что знаменитую музыку Эннио Морриконе написал до начала съёмок фильма. Она звучала в ходе съёмок для создания соответствующей атмосферы и настроения у актёров. Однако большинство очевидцев и участников утверждают, что музыка не звучала на съёмках. Это подтверждают Винченцони, Уоллак и Донати.

### Монтаж и озвучивание
Монтаж картины начался летом, ещё в ходе съёмок и продлился до Рождества 1966 года. Создатели торопились закончить работу к праздникам. Серджо Донати вспоминал, как Леоне нервничал. На съёмках режиссёр вёл себя раскрепощённо, был полон энергии и выдумок. Когда дело дошло до монтажа, его состояние поменялось. После очередного изменения Леоне пожаловался: «Я никогда не закончу этот фильм…» Он очень опасался провала — это был самый дорогостоящий фильм его карьеры. Леоне требовал от съёмочной группы полной концентрации и работал на износ. Последнюю неделю перед премьерой создатели картины спали в монтажной. Сам Донати с неудовольствием вспоминал, как положил полгода жизни на монтаж «Хорошего, плохого, злого», хотя его имя в итоге даже не попало в титры.

Сцена избавления Туко от наручников — по признанию Илая Уоллака, одна из самых опасных сцен фильма

Окончательный монтаж значительно поменял сюжет. Большее внимание было уделено персонажу Туко. Перед самым окончанием Леоне удалил ещё около 20 минут: в частности, любовную сцену с участием Блондина. Была замечена логическая неувязка в сцене в начале, где Сентенца разговаривает с инвалидом (полсолдата): она не соответствовала по смыслу дальнейшим событиям. Пришлось изменить её текст и переозвучить. Руководство United Artists хотело видеть картину длительностью не более 2 часов, а режиссёр в окончательном монтаже ориентировался на длительность порядка трёх часов. Леоне пытался настоять на своём — предыдущие картины трилогии не были купированы, но пришлось пойти на компромисс. Длительность картины в итальянской прокатной версии составила 175 минут. По длительности исходного итальянского релиза 1966 года данные противоречивы. Некоторые источники сообщают 177 минут и 182 минуты. Американская прокатная версия «Хорошего, плохого, злого» была обрезана до 161 минуты. В ней были значительно сокращены пространные сцены без реплик. Особенно сильно было обрезано путешествие Туко, когда он гнал по пустыне умирающего Блондина. Также были вырезаны некоторые сцены, касавшиеся судьбы Сентенцы после того, как он попал в лагерь Беттервиль.
На экраны Италии картина вышла 23 декабря 1966 года. Выход на экраны в США состоялся год спустя, 29 декабря 1967 года. Задержка была связана с тем, что United Artists решила выпустить все картины трилогии в американский прокат одну за другой в 1967 году. Для предшествовавших картин трилогии также требовался дополнительный монтаж, дублирование. Для всех была заказана и общая рекламная кампания.
Итальянские картины того времени озвучивались после съёмок, тогда как в США реплики актёров, как правило, записывались прямо во время съёмок. В свою очередь, для американского кинематографа дублирование иноязычных фильмов делалось нечасто (но для спагетти-вестернов оно практиковалось), и процесс шёл с некоторыми проблемами. На английский язык картина была дублирована в Нью-Йорке в октябре — ноябре 1967 года. Процедурой редактирования текста, перевода и губоукладки руководил Микки Нокс, который много лет прожил в Италии и хорошо владел языком. За шесть недель Микки пришлось заново перевести текст с итальянского на английский, так как первоначальный перевод грешил многочисленными ошибками. Именно тогда и появились многие знаменитые фразы на английском языке, в том виде, что мы их сейчас знаем: «На свете есть два сорта людей, друг мой…», «Это не шутка — это верёвка», «стреляй — не болтай».
Леоне обычно не уделял пристального внимания дублированию и подготовке версии на другом языке. Однако Илай Уоллак сообщает, что он принимал участие в английском озвучивании. Для американских актёров такая работа оказалась новым опытом. Большую часть закончили всего за семь дней. Иствуд не смог присоединиться к команде дубляжа. Он был занят в другом проекте и прибыл через две недели после того, как была закончена основная часть работы. В процессе озвучивания Иствуд начал произносить свой текст по первой черновой версии сценария. Использовать исправленный новый текст он отказался. Пришлось вмешаться вице-президенту United Artists Крису Манкевичу, который буквально заставил его сделать это. Кроме того, Леоне отказался платить участникам команды дублирования, и Нокс жаловался, что его и актёров попросту обманули, и называл Серджо самым скупым человеком на свете. После этого между Леоне и Иствудом окончательно испортились отношения, и больше они не сотрудничали.

### Прокат
Картина оказалась весьма успешной в прокате по обе стороны океана. При общем бюджете в 1,2 млн долларов (производственный бюджет составил 972 тыс. долларов) в прокате Италии она собрала около 5 млн долларов. Это были не лучшие показатели среди картин трилогии, но общий высокий уровень сохранился. Прохладные отзывы кинокритиков не помешали хорошим сборам фильма. Картина после первых частей трилогии, выходивших в американском прокате как серия с интервалом в четыре месяца, получила замечательные отзывы сарафанного радио. В прокате США она оказалась весьма успешной для иностранного фильма, собрав свыше 8 млн долларов. Успех «долларовой трилогии» способствовал проникновению итальянских и европейских картин на американский рынок. В 1968 году общая касса проката итальянских фильмов на рынке США превысила 50 млн долларов.

### Послесловие
Успех картин «долларовой трилогии» принёс съёмочной группе широкую известность и признание, став поворотной точкой в карьере. United Artists подписала с Альберто Гримальди в 1968 году контракт на несколько фильмов. После окончания работы над фильмом Серджо Леоне признался в интервью, что покончил с вестернами и теперь будет двигаться дальше. Он строил планы снять гангстерскую сагу, но Paramount Pictures настояла на том, что и следующий фильм будет вестерном. В следующей работе Леоне исполнил свою мечту и пригласил на съёмки Генри Фонда и Чарльза Бронсона. Впрочем, «Однажды на Диком западе» провалился в прокате и получил достаточно разноречивую критику.

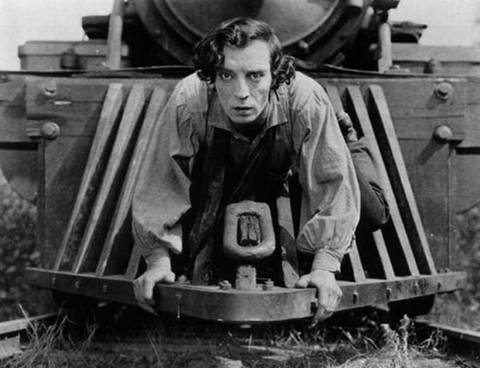
Сцена со шпионом, привязанным к метельнику паровоза, создана по мотивам аналогичной сцены из картины «Генерал» с Бастером Китоном

Клинт Иствуд относился к съёмкам в Европе как к вынужденной передышке в работе. Тогда его больше волновало, как и когда он вернётся в США. Он тогда даже не предполагал, что его роль в фильме станет одной из самых важных в карьере. Образ Безымянного Стрелка отныне стал прочно ассоциироваться с вестерном. По окончании съёмок его пригласили сниматься в картине «Золото Маккенны», но Клинт отказался. Леоне предлагал ему небольшую роль в следующей картине «Однажды на Диком западе», но стороны не договорились. Следующая роль актёра состоялась в ленте «Вздёрни их повыше», тоже вестерне, объединившем после трилогии мотивы классического и спагетти-вестернов. United Artists эксплуатировала уже созданный образ. Одна из первых работ Иствуда-режиссёра, «Наездник с высоких равнин», была вестерном о безымянном стрелке-мстителе. Влияние картин Леоне было столь очевидно, что критики даже обвинили Иствуда в заимствовании. Воплощённый Иствудом-актёром образ Грязного Гарри, бескомпромиссного борца с преступностью со своеобразной моралью, также явно был связан с персонажем «долларовой трилогии».
Илай Уоллак тоже задержался в Европе, в течение нескольких лет снявшись в нескольких вестернах: «Козырной туз», «Прекрасный способ умереть» и «Золото Маккенны». Для Ван Клифа роль стала самой значимой в карьере, и после фильмов Леоне он получил высокий статус и много предложений. Ван Клиф сыграл роли негодяев в целой серии спагетти-вестернов: «Большая перестрелка», «Смерть верхом на лошади» и других. Он достаточно много играл в 1970—1980 годах, но никогда уже не достигал такого уровня. Винченцони впоследствии вынашивал идею сиквела «Хорошего, плохого, злого», даже договорился с Ван Клифом, но согласия Леоне не получил.

## Оценка

### Критика
В 1960-е годы, когда в фаворе у критиков и жюри кинофестивалей были Антониони, Феллини и Висконти, работы Серджо Леоне оставались в тени. Фильмы «долларовой трилогии» воспринимались специалистами как малобюджетные и коммерчески ориентированные ленты, не выделявшиеся из общей массы. В США вестерн, снятый в Италии, воспринимался как неумелое подражание и даже осквернение вестерна. Леоне оказался уникумом, сумевшим добиться успеха в жанре спагетти-вестерна, находившемся в негласном «гетто категории B».
Критики ведущих американских изданий 1960-х годов нашли картину затянутой, с невнятным сюжетом; досталось ей и за излишнюю жестокость. 1968 год — безвременье в американской кинокритике. Патриарх цеха Босли Краузер был тогда отстранён от работы в New York Times. Его заменила на время Рената Адлер, которая, как считается, несколько подорвала репутацию кинокритики в ведущем американском издании. В разгромной рецензии она назвала фильм Леоне «самым дорогим, ханжеским и отталкивающим фильмом в истории своего жанра» («most expensive, pious and repellent movie in the history of its peculiar genre»), а также «супермаркетом для садистов». Брайан Гарфилд описал сюжет картины как затянутый и абсурдный. Журнал Variety отозвался, что актёры переигрывают, а комические эпизоды добавляют картине совершенно неуместную сентиментальность. Журнал Time обобщил негативную оценку картины:

Хороший — относится к работе оператора — профессиональное сочетание цветов и композиции, внимание форме и текстуре объектов, что можно достичь съёмками на натуре, а не в студии. Плохой — подходящее слово для деревянной актёрской игры и пристрастию Леоне к смятым ценностям и натянутым вероятностям комиксов. Злой — ненасытный аппетит к избиениям, выпусканию кишок и изувечиванию, в сочетании с крупными планами разбитых лиц и звуковыми эффектами предсмертных хрипов.
Оригинальный текст (англ.) The good lies in Leone's camera work—expertly combining color and composition, with sharp attention to the details of shape and texture that are available when shooting on location rather than on studio sets. Bad is the word for the wooden acting, and Leone's addiction to the cramped values and stretched probabilities of the comic strip. And ugly is his insatiable appetite for beatings, disembowelings and mutilations, complete with closeups of mashed-in faces and death-rattle sound effects.
— Time magazine review (1968 year)
Одной из немногих, кто дал фильму положительную оценку сразу после выхода на экраны, стала Полин Кейл (The New Yorker), известная любительница европейского кино. Тем временем в Старом Свете кинокритика приняла картину противоречиво. В Италии отзывы оказались достаточно прохладными. Мнение Альберто Моравиа было таким: «если американский вестерн — миф, то здесь миф из мифа». Во Франции картина была принята благосклонно. Хотя картина не выходила в прокат СССР, тем не менее в советских изданиях картина была замечена и раскритикована как образец низкопробного буржуазного искусства. Её называли мрачной, ложно многозначительной, насыщенной жестокостью.
С середины 1980-х годов, после успеха «Однажды в Америке», произошла своеобразная реабилитация режиссёра. Критики стали постепенно отходить от стереотипов. «Хороший, Плохой, Злой» был признан классикой, оказавшей значительное влияние на эстетику мирового кинематографа. В 2003 году была опубликована серия новых рецензий, приуроченных к выходу восстановленной версии. В них критики давали высочайшую оценку визуальному решению и мастерству режиссёра. Элвис Митчелл (New York Times) поставил Леоне в один ряд с Бертолуччи и Антониони, отметив интуитивный дар создателя ленты. В своей второй рецензии (2003 год) Роджер Эберт сетовал на то, что в первый раз (1968 год) не разглядел всех достоинств картины, будучи тогда не очень опытным критиком. Эберт поставил высшую оценку и включил картину в число лучших работ в истории кинематографа. Майкл Уилмингтон (Chicago Tribune) назвал картину бесспорным шедевром. Неоднократно картина включалась в списки лучших вестернов и лучших фильмов. Журнал Empire поставил его на 25-е место в списке лучших фильмов всех времён. Согласно опросу IMDb, фильм занимает 9-е место в списке топ-250 и место в первой пятёрке лучших вестернов.

Совмещение ближнего и дальнего плана, излюбленный приём Серджо Леоне

Одним из главных «пунктов обвинения», даже после реабилитации, остались жестокость и цинизм героев. Майкл Уилмингтон отозвался о том, что безжалостных героев бросает из одной крайности в другую, из-за чего хочется отвернуться от экрана. Крис Фрайлинг отмечал характерное для режиссёра отчуждённое, почти демонстративное изображение жестокости. Можно привести сравнение с другим спагетти-вестерном «Джанго». Близкий по духу и сюжету фильм Серджо Корбуччи также вышел в 1966 году. Однако в нём жестокость изображена именно ради её самой, что приближает его к фильму ужасов, тогда как в картине Леоне это больше элемент стиля, и гораздо более важны напряжение и саспенс.
Леоне отвечал на упрёки, что его работы не диснеевские мультфильмы и что непонятно, почему камера, следуя негласному кодексу, должна стыдливо отворачиваться, не показывая пулю, попадающую в тело. «Запад завоёвывали люди, которые не забивали себе голову этим», — говорил он и подчёркивал, что, как режиссёр, хотел показать их силу и простоту, а роль насилия в картине сильно преувеличена. Леоне отрицательно относился к таким картинам, как «Заводной апельсин», где создатели наслаждаются жестокостью. В работах Леоне смерть — часть жизни и часть культурной среды. Споры о засилии жестокости в спагетти-вестернах сродни противостоянию учений Кьеркегора и Ницше. Спагетти вестерны ставят эстетический уровень восприятия выше этического и религиозного. Возвращаясь к «Месье Верду», можно сказать, что жестокость героев также относительна. Во время бессмысленной (как её охарактеризовал Стрелок) схватки на мосту гибнет гораздо больше народа, чем погибло от рук героев картины.
Высокую оценку заслужил узнаваемый стиль режиссёра. Особенно его отмечал Роджер Эберт: «Леоне совершенно не волновали практичность или правдоподобие, он построил свой великий фильм из мусора клише вестернов, используя стиль, чтобы возвысить мусор до искусства» (Leone cares not at all about the practical or the plausible, and builds his great film on the rubbish of Western movie cliches, using style to elevate dreck into art). Впрочем, Бернардо Бертолуччи достаточно скептически относился к оценке режиссёрского дара Леоне. Подчёркивая то, что Серджо не относился к интеллектуалам в кинематографе, он считал его поверхностным и манерным. Также скептически к дару Леоне относился и Винченцони.

«Долларовая трилогия» критиковалась за деструктивный взгляд на Запад, представленный в фильмах («только итальянец мог такое сделать…»), и ту отрешённость, с которой Леоне относится к жестокости. Однако центральные мотивы трилогии показывают, что Леоне, через католическую иконографию, через совмещение музыки и экранного образа, через свою манихейскую моральную амбивалентность и через веру в определённые позитивные силы в обществе, с помощью последовательности кульминаций разворачивает новое этическое построение с чётко артикулированной структурой. Безымянный Стрелок повсеместно некорректно интерпретирован как бесчеловечный экзистенциалист, живущий в моральном вакууме.
Оригинальный текст (англ.)The Dollars trilogy has also been criticized for the destructive view of the West which the films apparently represent («only an Italian could do this…»), and for the detachment with which Leone treats brutality. Yet certain central motifs in the trilogy indicate that Leone has substituted through his Catolicised iconography, his juxtaposition of music and image, his manicheistic moral ambivalence, and his belief in certain positive forces in society, a new ethical frame of reference within which his successive climaxes have a clearly articulated structure. The Man With No Name has been consistently misinterpreted as a brutal existentialist living in moral vacuum.
— Крис Фрайлинг

### Актёрская игра

Сцена возле кареты с мертвецами. Илай Уоллак в значительной мере создал детали образа Туко самостоятельно. Его работа в картине получила самую высокую оценку критики

Ещё на этапе подбора актёров Леоне отмечал, что на роль Стрелка ему больше нужна «маска», чем актёр. Демонстрировать все свои возможности в скупой, характерной роли Блондина Иствуду не потребовалось. Однако его исполнение можно оценить как более расслабленное и соответствующее авантюрному и комедийному духу картины. Сам Леоне достаточно скептически отнёсся к воплощению актёром его персонажа. Когда он смотрел на Иствуда, то не видел Безымянного Стрелка, а только фигуру актёра. Леоне даже приписывают ироническое высказывание, что у Клинта было два выражения лица: с шляпой и без шляпы. Ричард Шикель, дав высокую оценку взаимодействию режиссёра с актёрами, сравнил Леоне с Дэвидом Лином. Он охарактеризовал вклад Иствуда в успех картины тем, что он стал частью вестерн-пейзажа, созданного в фильме.
Опасения Клинта о том, что Илай похитит большую часть внимания зрителей, оказались оправданы. Критики особо выделили Илая Уоллака, который в значительной степени обеспечил успех картины. Уоллак, обращаясь к лучшим образцам американского комедийного кино, в стиле Чико Маркса, оригинально раскрывает характер Туко. Образ мексиканского бандита получился по-настоящему многомерным: в нём есть мелодраматическая и даже религиозная составляющие. Как оценивал Фрайлинг, в конце концов фильм стал настоящим бенефисом Уоллака, а Иствуд остался приглашённой звездой. Уоллак переживал по поводу того, что он, актёр с прекрасной сценической школой, преподававший Метод в театральных школах, после «Великолепной семёрки» прочно заработал амплуа отрицательного персонажа. «Хороший, плохой, злой» не изменил ситуацию, но Уоллак с теплотой вспоминал об этом опыте.
Игра Ван Клифа получила высокую оценку критики. Продолжительная 10-минутная открывающая сцена фильма демонстрирует то, насколько актёр соответствует режиссёрскому стилю — играть с минимумом реплик, оставляя зрителей в напряжении. Ван Клиф почти не изменил образ полковника Мортимера из предыдущего фильма: строгий чёрный костюм, трубка, немногословие — но поменял полярность персонажа. После выхода картины на экраны актёр вошёл в своеобразный зал славы лучших кинозлодеев. Это амплуа надолго осталось с ним. Сам Ли Ван Клиф вовсе не считал себя актёром, подходящим для отрицательных ролей. Он говорил о себе, что никогда в жизни не ударил ни человека, ни животное. В фильме, когда в сцене ему нужно было ударить девушку, за актёра это сделал дублёр.

### Источники вдохновения

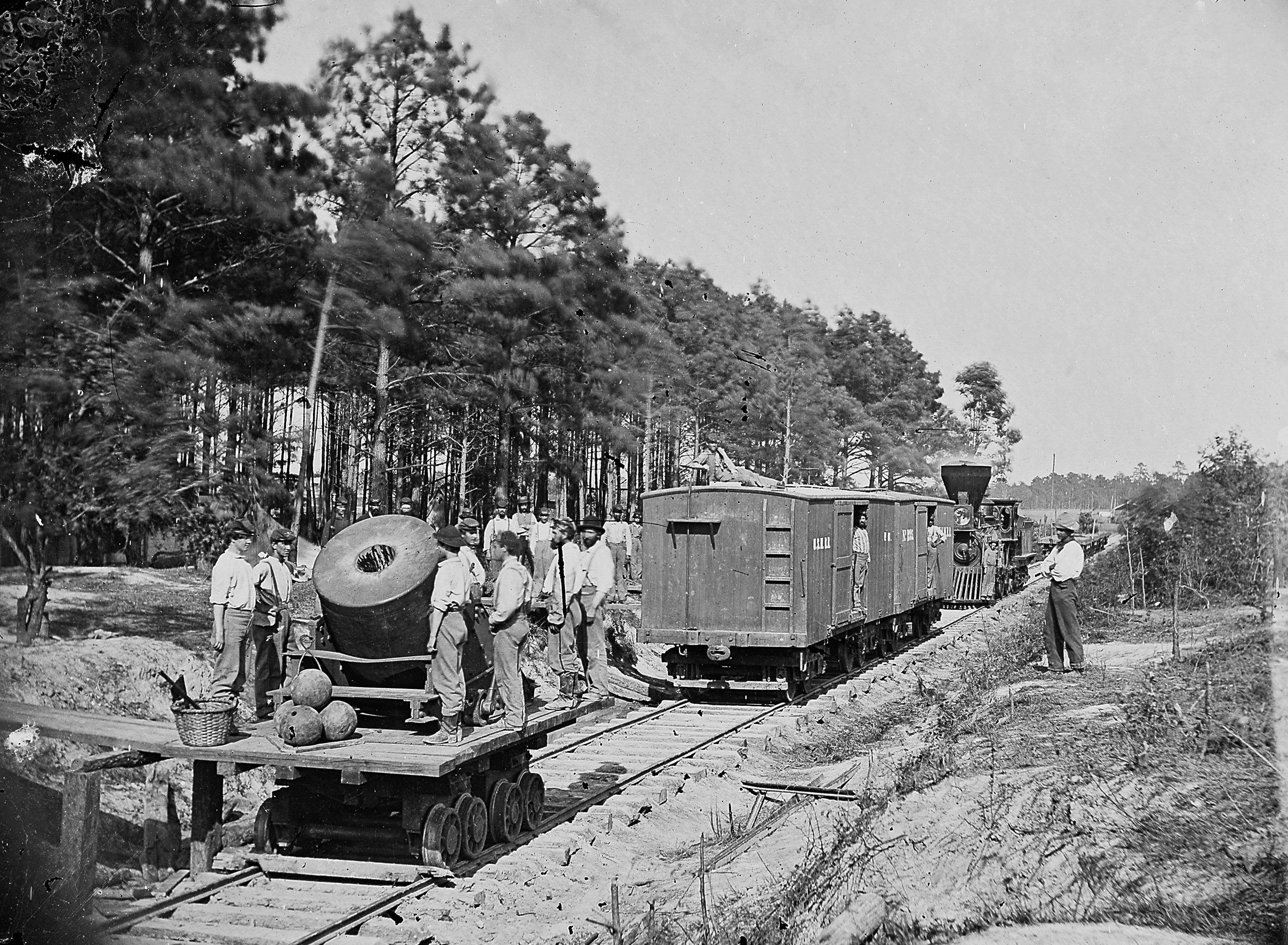
Фотография Мэттью Брэди. Мортира, установленная на железнодорожной платформе, использована и в фильме

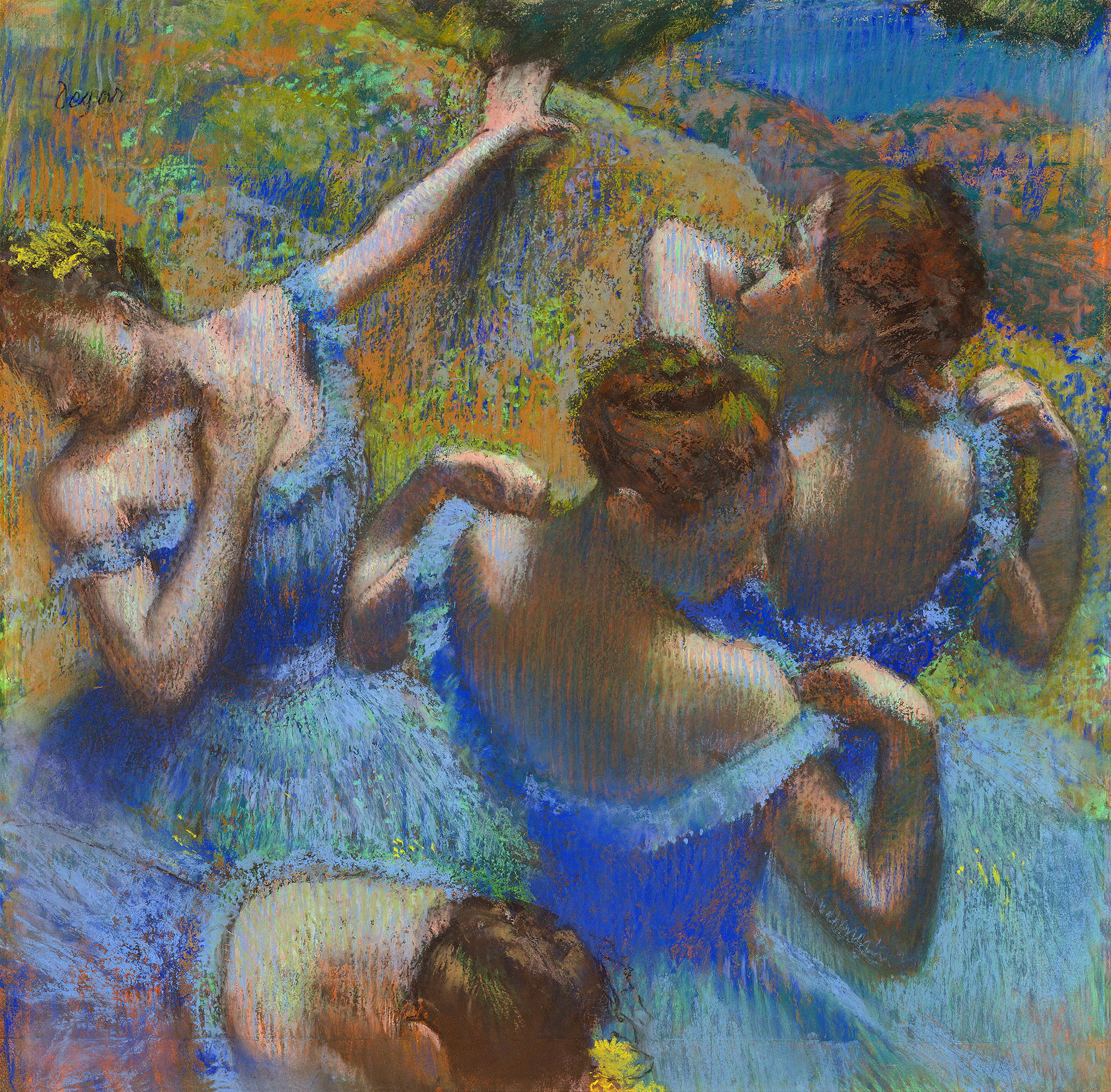
Леоне высоко ценил творчество Дега и, в частности, картину «Голубые танцовщицы». Он отмечал цвет и мастерство импрессионистов в изображении свободных и непостановочных поз. В данной картине используется композиция трёх героинь. Символ троицы один из главных в фильме

### Особенности стиля и сюжета

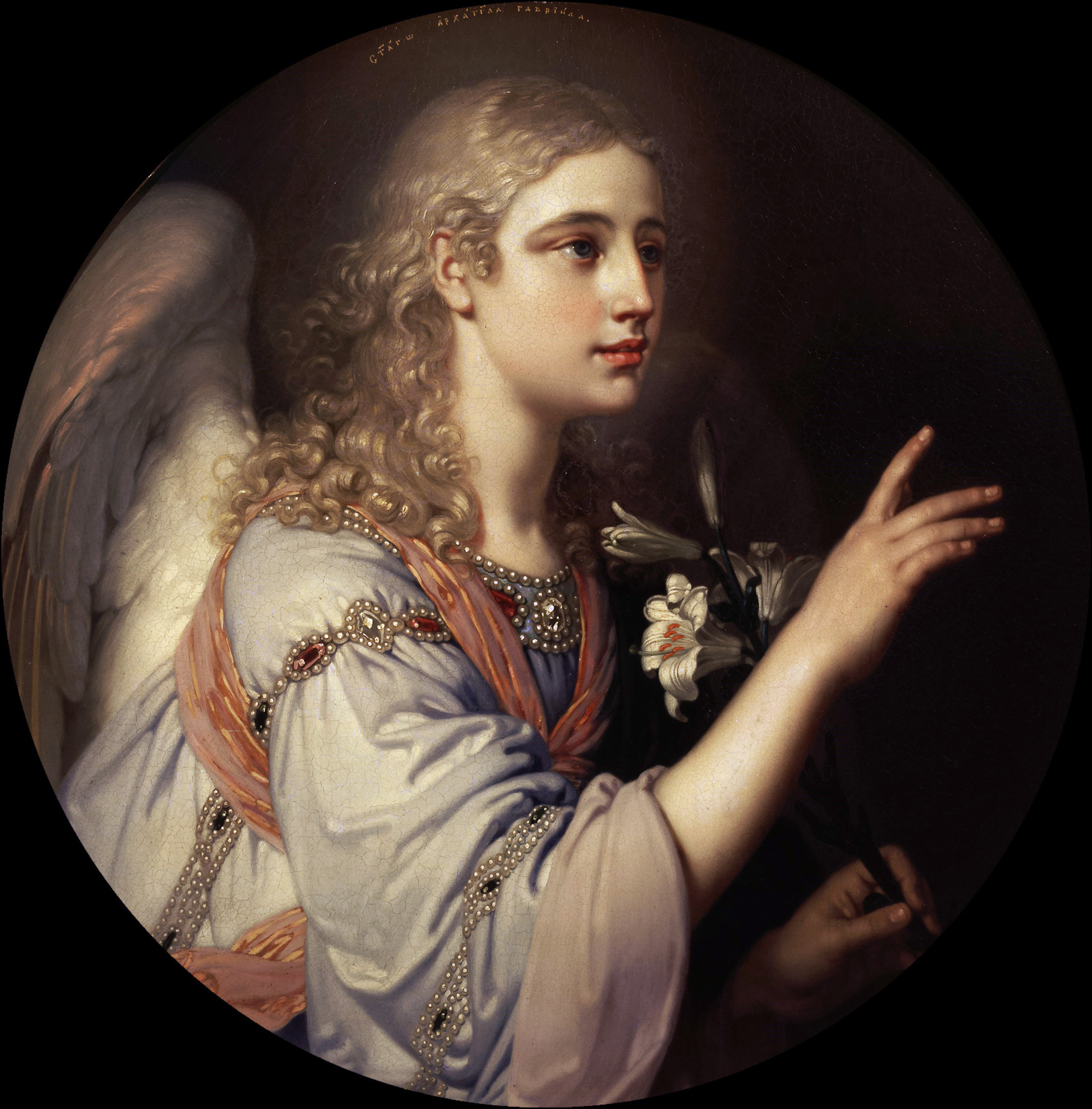
Персонаж Блондина отсылает к образу архангела Гавриила

### Визуальное решение и символизм

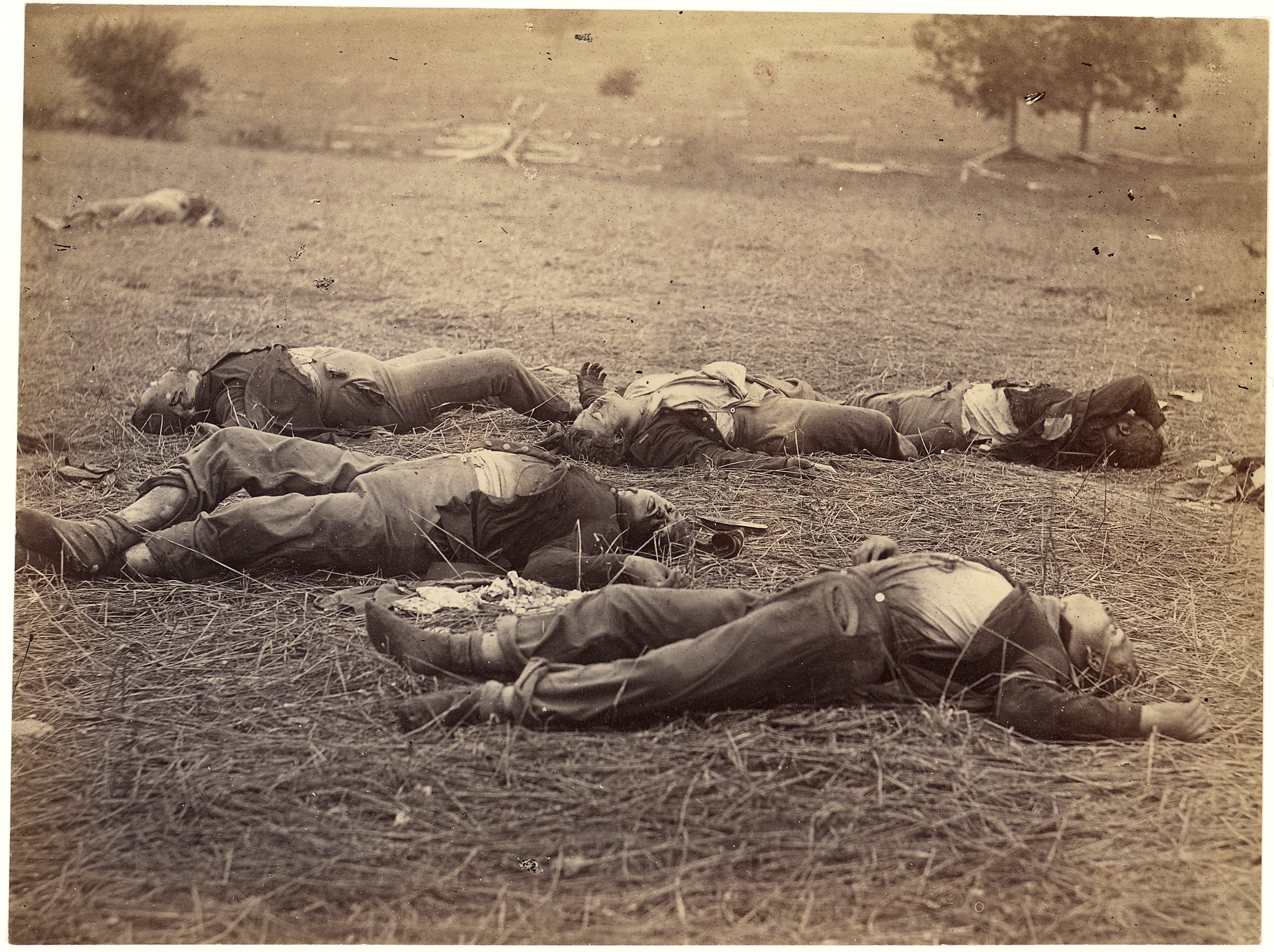
Жертвы сражения при Геттисберге. Фотографии Александра Гарднера стали одним из источников вдохновения для создателей картины. Явный антивоенный посыл — основное настроение картины

### Исторический контекст и достоверность

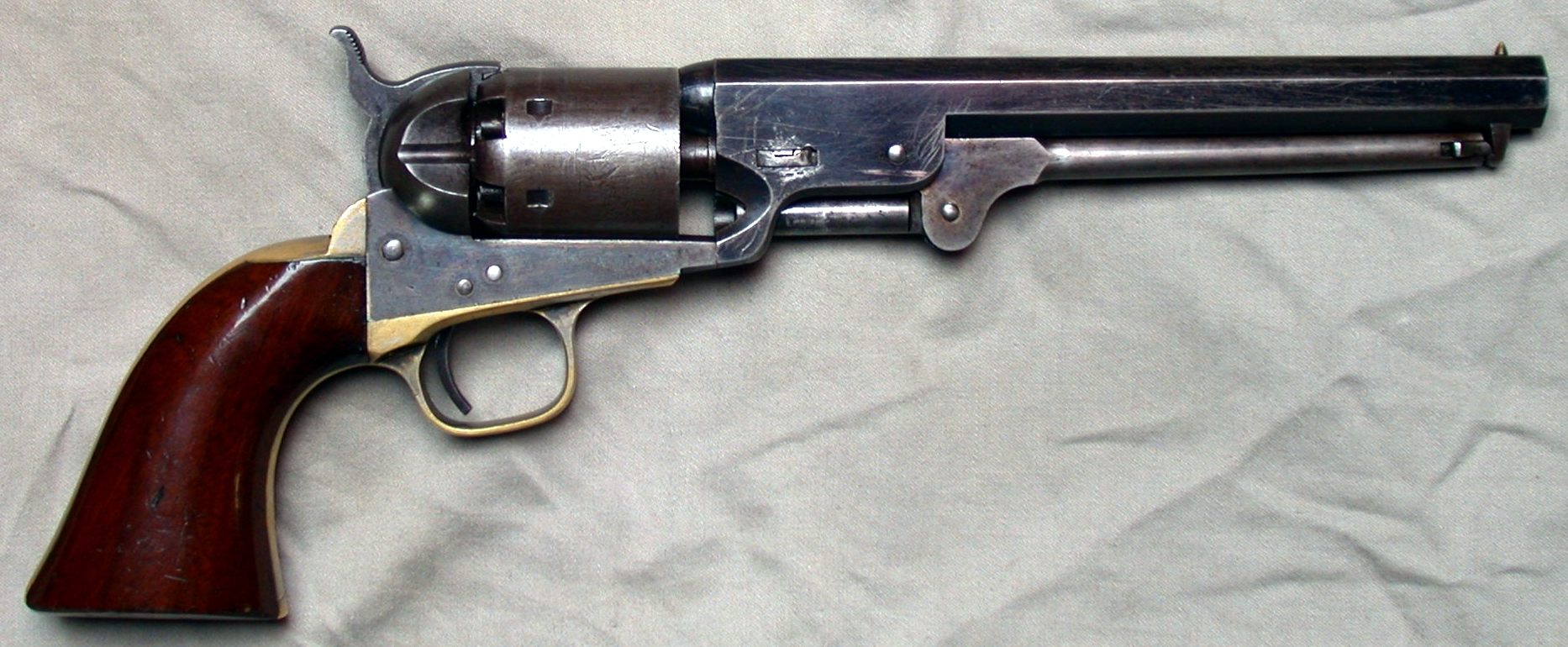
Кольт Navy модель 1851 года

### Признание и значение

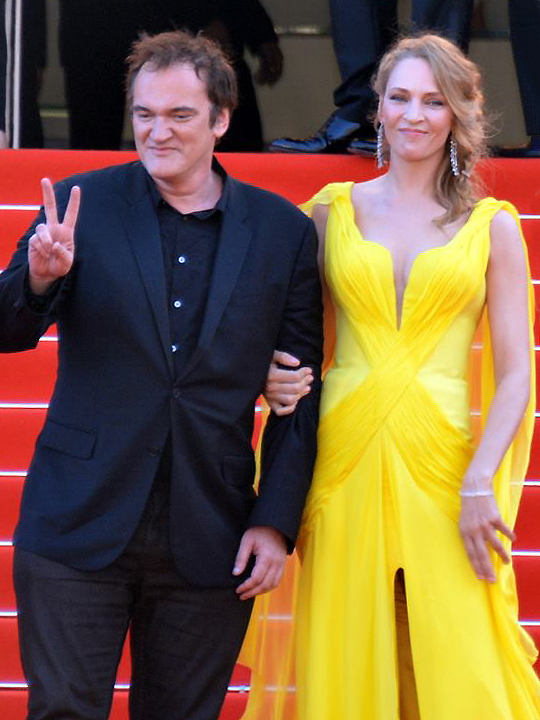
Квентин Тарантино и Ума Турман, работая над фильмом «Убить Билла», вдохновлялись фильмами Леоне и образом Стрелка